# Pseudasthenes
A Pseudasthenes  a madarak (Aves) osztályának verébalakúak (Passeriformes) rendjébe és a fazekasmadár-félék (Furnariidae) családjába tartozó nem.
Besorolásuk vitatott, egyes rendszerezők az Asthenes nembe sorolják ezeket a fajokat is.

## Rendszerezésük
A nemet Elizabeth Derryberry, Santiago Claramunt, Kelly E. O'Quin, Alexandre Aleixo, R. Terry Chesser, James V. Remsen, Jr. és Robb T. Brumfield írták le 2010-ben, az alábbi 4 faj tartozik ide:
- Pseudasthenes humicola vagy Asthenes humicola
- Pseudasthenes patagonica vagy Asthenes patagonica
- Pseudasthenes steinbachi vagy Asthenes steinbachi
- Pseudasthenes cactorum vagy Asthenes cactorum

## Előfordulásuk
Dél-Amerika területén honosak. Természetes élőhelyeik a szubtrópusi és trópusi hegyi esőerdők, száraz, magaslati cserjések. Állandó, nem vonuló fajok.

## Megjelenésük
Testhosszuk 14-16 centiméter körüli.